# 梓潼郡 (南梁)
梓潼郡，中国南北朝时设置的郡。
南朝梁天监六年（507年），因为原梓潼郡失陷於北魏，在相如县（今四川省蓬安县西陵江镇）侨置梓潼郡。辖境相当今四川省蓬安县一带。属南梁州·北巴州。大同元年（535年）改属巴州。承圣三年（554年）被西魏占据，西魏废梓潼郡。